# Stare Sioło (województwo podkarpackie)
Stare Sioło – wieś w Polsce, położona w województwie podkarpackim, w powiecie lubaczowskim, w gminie Oleszyce.
W latach 1975–1998 miejscowość administracyjnie należała do województwa przemyskiego.
Wierni Kościoła rzymskokatolickiego należą do parafii Najświętszego Serca Pana Jezusa w Starych Oleszycach.
Zniesienie pańszczyzny w 1848 przez cesarza Ferdynanda I Habsburga mieszkańcy Starego Sioła upamiętnili wzniesieniem we wsi pomnika w kształcie krzyża.